# Фейр-Парк (траса)
Траса Фейр-Парк (англ. Fair Park Circuit) — колишня вулична траса, яка розташовувалася на території оздоровчо-освітнього комплексу Фейр-Парк, що розташований на схід від центру Далласа.

## Історія
Траса створювалася для гонок лише двічі: у 1984 та 1988 роках.
7 липня 1984 року на дистанції довжиною 3,901 км відбулася гонка Can-Am, у якій брали участь 27 учасників і яку виграв Майкл Ро на VDS-002 Chevrolet.
У сезоні 1984 року тут на день пізніше відбувся Гран-прі Далласа. Була запланована дистанція гонки в 68 кіл, але згідно з правилами гонку було зупинено після закінчення максимально дозволеного часу в дві години. Переможцем Гран-прі став Кеке Росберг за кермом Williams-Honda.
Через 4 роки, 1 травня 1988 року, на модифікованій та скороченій трасі довжиною 1,8 км у Фейр-Парку відбулася гонка Trans-Am з 38 учасниками, переможцем в якій став Герлі Гейвуд на Audi 200 Quattro.

## Рекорди кола
Офіційні рекорди найшвидшого кола перегонів на трасі Фейр-Парк виглядають так:
| Категорія                        | Час                              | Гонщик                           | Транспорт                        | Подія                            |
| Кільце Trans-Am: 2,092 км (1988) | Кільце Trans-Am: 2,092 км (1988) | Кільце Trans-Am: 2,092 км (1988) | Кільце Trans-Am: 2,092 км (1988) | Кільце Trans-Am: 2,092 км (1988) |
| -------------------------------- | -------------------------------- | -------------------------------- | -------------------------------- | -------------------------------- |
| Trans-Am                         | 0:58.269                         | Герлі Гейвуд                     | Audi 200 Quattro                 | 1988 Етап Trans-Am в Далласі     |
| Кільце Гран-прі: 3,901 км (1984) |                                  |                                  |                                  |                                  |
| Can-Am                           | 1:45.165                         | Майкл Ро                         | VDS-002                          | 1984 Етап Can-Am в Далласі       |
| Формула-1                        | 1:45.353                         | Нікі Лауда                       | McLaren MP4/2                    | 1984 Гран-прі Далласа            |